# آندره‌آ کورنارو (مورخ)
آندره‌آ کورنارو (یونانی: Ανδρέας Κορνάρος؛ 1547 – c. 1616 (aged 69)) تاریخ‌نگار اهل ونیز بود که کتاب تاریخ کرت اثر اوست.